# Ivan Jančárek
Ivan Jančárek (* 5. září 1964 Karlovy Vary) je český diplomat, v letech 2004 až 2008 velvyslanec ČR v Dánsku, v letech 2008 až 2013 velvyslanec ČR v Brazílii, v letech 2018 až 2023 velvyslanec ČR ve Španělsku a Andoře a od roku 2023 velvyslanec ČR v Jižní Koreji.

## Život
Absolvoval Univerzitu Karlovu v Praze, studoval rovněž na Státním institutu mezinárodních vztahů v Moskvě (MGIMO).
V roce 1988 absolvoval základní vojenskou službu a o rok později nastoupil do Afrického odboru na Ministerstvu zahraničních věcí ČR.
V 90. letech 20. století postupně pracoval jako attaché na velvyslanectví ČSFR v Mosambiku, třetí tajemník velvyslanectví ČSFR v Jihoafrické republice, vedoucí Generálního konzulátu ČR v jihoafrickém Kapském Městě. Působil také jako vedoucí balkánského oddělení na Ministerstvu zahraničních věcí ČR.
V letech 1996 až 2001 byl velvyslaneckým radou a následně zástupcem velvyslance ČR ve Švédsku. Poté v letech 2001 až 2003 působil jako ředitel odboru Evropské unie a západní Evropy na Ministerstvu zahraničních věcí ČR. Byl členem negociačního týmu pro přistoupení ČR do Evropské unie. Později přijal funkci ředitele odboru koordinace a vztahů s Evropskou unií.
V letech 2003 až 2004 byl vrchním ředitelem sekce EU na MZV ČR.
V říjnu 2004 byl jmenován prezidentem Václavem Klausem mimořádným a zplnomocněným velvyslancem České republiky v Dánském království. Ve funkci působil do roku 2008, kdy se stal velvyslancem České republiky v Brazílii. Brazilskou diplomatickou misi ukončil na začátku roku 2013.
V roce 2013 se stal na MZV vrchním ředitelem Sekce mimoevropských zemí na Ministerstvu zahraničních věcí ČR. Od roku 2015 působil jako zástupce náměstka pro Sekci mimoevropských zemí, ekonomické a rozvojové spolupráce a ředitel odboru AFR. V září 2018 se stal mimořádným a zplnomocněným velvyslancem ČR ve Španělsku a Andoře. Na podzim 2023 se stal novým velvyslancem ČR v Jižní Koreji a nahradil tak Gustava Slamečku.

## Politické působení
Ve volbách do Evropského parlamentu v roce 2014 kandidoval jakožto nestraník na 5. místě kandidátky hnutí ANO 2011, ale neuspěl.

## Ocenění
Řád Rio Branco, Velký kříž, Brazílie (2013)
Medaile Juscelino Kubitschek, stát Minas Gerais, Brazílie (2012) Archivováno 23. 1. 2018 na Wayback Machine.